# Gouvernement Charaf II
Pour les articles homonymes, voir Essam Charaf et Charaf.
Égypte
Charaf I al-Ganzouri II
Le gouvernement Essam Charaf II est le deuxième gouvernement dirigé par le Premier ministre Essam Charaf entre juillet et décembre 2011.

## Formation
Au moment de la révolution égyptienne de 2011, Hosni Moubarak nomme peu avant sa démission un nouveau gouvernement autour d'Ahmed Chafik, mais sous la pression populaire qui exigeait le départ de tous les ministres liés à Moubarak, l'armée annonce le 3 mars la nomination d'un nouveau Premier ministre, Essam Charaf, ancien ministre des Transports de 2002 à 2005 qui avait fait partie des manifestations de la place Tahrir. Le 17 juillet suivant, un remaniement a lieu après de nombreuses critiques contre des ministres accusés d'être partisan de l' « ancien régime ». Le 21 juillet, le nouveau gouvernement entre en fonction. Néanmoins deux ministres ayant travaillé sous Moubarak, Fayza Aboul Naga à la Coopération internationale et Hassan Younis à l'Énergie demeurent, alors que le ministre de l'intérieur Mansour el-Issaoui défendant le rôle de la police pendant la révolution, et celui de la justice Mohamed Abdoul Aziz el-Gendi gardent leur portefeuille. Le gouvernement peut cependant organiser le procès d'Hosni Moubarak dès le 3 août.

## Démission
Après de violentes confrontations entre l'armée et des manifestants sur la place Tahrir fin novembre, qui se soldent par 42 morts et accentuent la défiance des révolutionnaires envers l'appareil de l'armée, Essam Charaf présente sa démission, qui ne sera officielle que le 2 décembre, après la tenue de la première étape des élections législatives le 28 novembre.
L'armée, qui assume la réalité du pouvoir depuis la chute de Moubarak, forme alors un « gouvernement de salut national », malgré les doutes de la population et de la classe politique.

## Composition

### Premier ministre
- Essam Charaf

### Vice-Premier ministre
- Hazem el-Beblaoui et Ali al-Silmi

### Ministres
| Portefeuille                                | Nom                                        |
| ------------------------------------------- | ------------------------------------------ |
| Ministre des Affaires étrangères            | Mohamed Kamel Amr                          |
| Ministre de l'Intérieur                     | Mansour el-Issaoui                         |
| Ministre de la Justice                      | Mohamed Abdoul Aziz el-Gendi               |
| Ministre des Affaires sociales              |                                            |
| Ministre des Finances                       | Hazem el-Beblaoui                          |
| Coopération internationale et planification | Fayza Abouelnaga                           |
| Ministre de l'Agriculture                   | Salah Al-Sayed Youssef Farag               |
| Aviation civile                             | Loutfy Moustafa Kamal Mohamed Taoufik      |
| Ministre des Transports                     | Atef Abdel Hamid                           |
| Communications et information               | Mohamed Abdel Qader Mohamed Salim          |
| Logement                                    | Mohamed Fathi el-Baradei                   |
| Industrie militaire                         | Sayed Abdou Moustafa Mechaal               |
| Commerce et industrie interne               | Samir Youssef Ali El-Sayyad                |
| Solidarité sociale                          | Gouda Abdel Khalek El-Sayed Mohamed        |
| Développement local                         | Mohsen El-Nomani Mohamed Hafez             |
| Environnement                               | Maged George Elias Ghattas                 |
| Santé et population                         | Amr Mohamed Helmy                          |
| Énergie                                     | Younis Hassan                              |
| Tourisme                                    | Mounir Fakhry Abdel Nour                   |
| Culture                                     | Emad Badr El-Din Mahmoud Abou Ghazy        |
| Ministre de l'Éducation                     | Ahmed Gamal El-Din Moussa                  |
| Ministre de la recherche scientifique       | Ahmed Gamal El-Din MoussaAmr Ezzat Salama  |
| Main d'œuvre et Migrations                  | Ahmed Hassan el-Boraei                     |
| Ressource en Eau et Irrigation              | Hussein al-Atfy                            |
| Affaires antiques                           | (ministère supprimé)                       |
| Pétrole                                     | Mohamed Abdalla Mohamed Abdel Menim Ghorab |
| Affaires religieuses                        | Abdallah al-Husseini                       |